# Vụ đánh bom Suruç 2015
Vụ đánh bom Suruç  diễn ra tại Suruç, thuộc tỉnh Şanlıurfa, Thổ Nhĩ Kỳ  vào khoảng 12:00 giờ (theo giờ địa phương), ngày 20 tháng 7 năm 2015, ngoài trung tâm văn hóa Amara. Theo các báo cáo ứng phó khẩn cấp ban đầu, khoảng 32 người bị giết và 104 người khác bị thương.
Vụ đánh bom nhằm vào các thành viên của Đảng Xã hội của những người bị áp bức (ESP), Liên đoàn Các hiệp hội Thanh niên Xã hội chủ nghĩa (SGDF), đã ban bố bộ thông cáo báo chí về việc tái thiết thị trấn Kobanî của Syria khi vụ đánh bom xảy ra. Thị trấn Suruç cách thị trấn Kobane của Syria khoảng 10 km. Lực lượng Nhà nước Hồi giáo Iraq và Levant đã chiếm thị trấn Kobane của Syria hồi tháng 9 năm 2014, nhưng lực lượng người Kurd đã giành lại nó hồi tháng 1 năm 2015. Hơn 300 thành viên của SGDF đã đi từ İstanbul đến Suruç để tham gia vào việc tái thiết Kobanî với thời gian khoảng 3 đến 4 ngày và họ đã ở lại trung tâm văn hóa  Amara khi chuẩn bị vượt viên giới
Các quan chức địa phương nói rằng vụ nổ gây ra do một nữ sát thủ đánh bom liều chết bằng bom chùm. Các quan chức cũng tin rằng Nhà nước Hồi giáo Iraq và Levant có thể là thủ phạm của vụ tấn công này. Theo nhiều nguồn tin cho biết, người dân nơi đây đang rất hoảng sợ sau vụ nổ và nhiều chủ cửa hàng đã đóng cửa vì lo ngại sẽ có một vụ tấn công thứ 2. Tổng thống Thổ Nhĩ Kỳ, Recep Tayyip Erdoğan đã lên án vụ đánh bom và miêu tả đây là “một hành động khủng bố”.